# Флавий Арбицион
Флавий Арбицион (лат. Flavius Arbitio) — военачальник и государственный деятель Римской империи IV века, консул 355 года.

## Биография
Арбицион начал службу простым солдатом. В правление Констанция II он, по всей видимости, занял командную должность. Во время войны с узурпатором Магном Магненцием Арбицион уже был магистром конницы. в 354 году Арбицион находился при дворе Констанция и вместе с Евсевием был отправлен в Аквилею, чтобы происпектировать войска, находившиеся под командованием Констанция Галла. В 355 году Арбицион принимал участие в кампании против алеманнов. Приложил значительные усилия для уничтожения своего соперника, магистра пехоты в Галлии, Сильвана. В том же году он был удостоен звания консула вместе с Эгнацием Лоллианом.
В 356 году Арбицион был обвинен в государственной измене комитом Вериссимом, но безрезультатно. В 359 году сам Арбицион обвинил в измене магистра пехоты Барбациона и добился его казни. В 360 году он был отправлен вместе с магистром оффиций Флоренцием на восток, чтобы расследовать обстоятельства падения Амиды. В 361 году Констанций послал Арбициона и Агилона оборонять границу по Тигру. Позже вместе с Гомоарием Арбицион должен быть препятствовать движению цезаря Юлиана против Констанция. В 361 году Юлиан сделал его главой Халкидонской комиссии для суда над чиновниками Констанция. Кажется, после этого Арбицион ушел в отставку.
В 365 году узурпатор Прокопий пытался заручиться его поддержкой, но Арбицион отказался, сославшись на преклонный возраст и немощь. В отместку Прокопий конфисковал содержимое его дома. Позже Валент II попросил его использовать свое влияние на войска от его имени, что Арбицион успешно сделал. Аммиан Марцеллин описывает Арбициона как человека резкого и несправедливого, заядлого интригана против потенциальных соперников, обогащавшегося имуществом своих жертв.